# Grewia sapida
Grewia sapida là một loài thực vật có hoa trong họ Cẩm quỳ. Loài này được Roxb. ex DC. mô tả khoa học đầu tiên năm 1824.